# Nurenus snowi
Nurenus snowi är en insektsart som beskrevs av Ball 1937. Nurenus snowi ingår i släktet Nurenus och familjen dvärgstritar. Inga underarter finns listade i Catalogue of Life.